# ستاين (نيفادا)
ستآين هي مدينة أشباح (مَدينة مَهجورة) في مقاطعة لينكولن في ولاية نيفادا الأمريكية. 

## تاريخ
تَمَّ إنشاء مكتب بريد يسمى كيرشاو (بالإنجليزية: Kershaw)‏ في عام 1892، وتم تغيير الاسم إلى ستاين (بالإنجليزية: Stine)‏ في عام 1904، وأغلق مكتب البريد في عام 1909.  تم تسمية المنطقة على اسم ماركوس ستاين، مالك «منطقة التعدين ديلامار».  
كانت المنطقة موقعًا لمحطة طاقة الفحم التي تنقل الكهرباء إلى مناجم الذهب التي تُسمى «Bamberger De Lamar» الواقعة على بعد 13 ميلاً من المنطقة.  في عام 1909، تم إيقاف تشغيل محطة الطاقة والتي كان من المحتمل شحنها إلى منتجع لاجون، الذي كان يملكه سيمون بامبيرجر . 
الأسماء المختلفة كانت «كانا» (بالإنجليزية: Cana)‏ و«ستاين ستيشن» (بالإنجليزية: Stine Station)‏. 

## روابط خارجية
- Stine, another Delamar Casualty (bascojoenv)